# Terrence Trammell
Terrence Trammell (* 23. listopadu 1978 Atlanta, Georgie) je americký atlet, jenž se věnuje krátkým překážkovým běhům. Je dvojnásobným stříbrným olympijským medailistou.
Třikrát získal na mistrovství světa stříbrnou medaili (Paříž 2003, Ósaka 2007, Berlín 2009). Je dvojnásobným halovým mistrem světa. Ve sbírce má také zlatou medaili ze světové letní univerziády z roku 1999, kde vybojoval zlato i ve štafetě na 4 × 100 metrů.

## Osobní rekordy
- 60 m př. (hala) - (7,36, 14. březen 2010, Dauhá)
- 110 m př. (dráha) - (12,95, 2. červen 2007, New York)